# Rubik (Albanien)
Rubik (albanisch auch Rubiku) ist eine Kleinstadt im nördlichen Albanien in der gebirgigen Region Mirdita. Der Ort mit rund 2000 Einwohnern gehört zur Gemeinde Mirdita. Das Städtchen liegt an einer schmalen Stelle im Tal des Flusses Fan unterhalb eines Felsens, der Standort einer berühmten mittelalterlichen Kirche ist. Die Erde rund um Rubik ist wenig fruchtbar, aber reich an Bodenmetallen. Der Fluss ist auch in jüngster Vergangenheit nach schweren Niederschlägen wiederholt über die Ufer getreten und hat die Stadt teilweise überschwemmt.

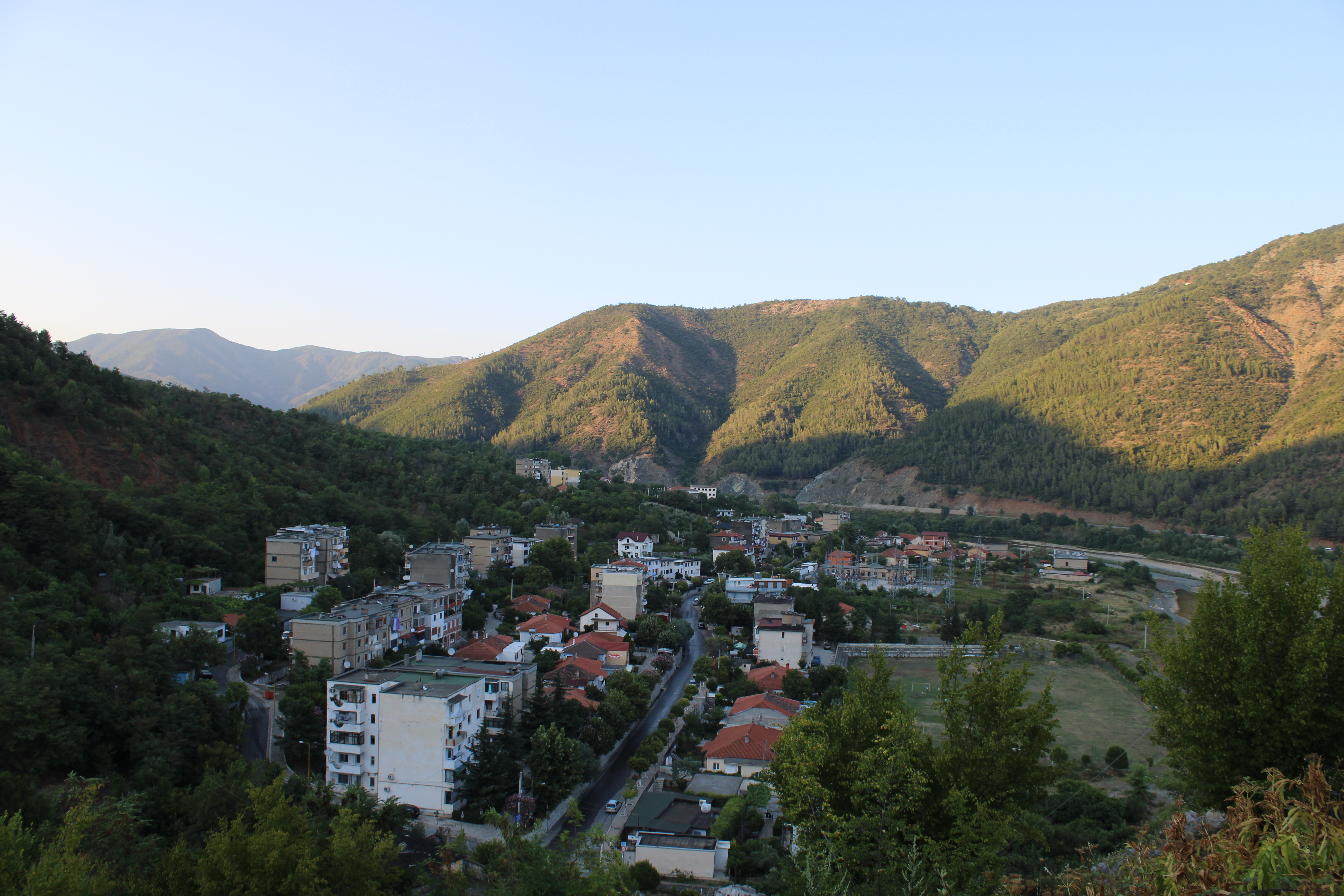
Blick von der Kirche über den Ort

Bis 2015 bildete Rubik eine eigenständige Gemeinde (bashkia), die im Jahr 2011 4454 Einwohner hatte, wovon rund die Hälfte der Familien im Ort selbst wohnte. Daneben gab es in der Gemeinde noch elf weitere Dörfer. Die ehemalige Gemeinde bildet heute eine Verwaltungseinheit (Njësia administrative) innerhalb der Bashkia Mirdita mit 2550 Einwohnern (Volkszählung 2023).

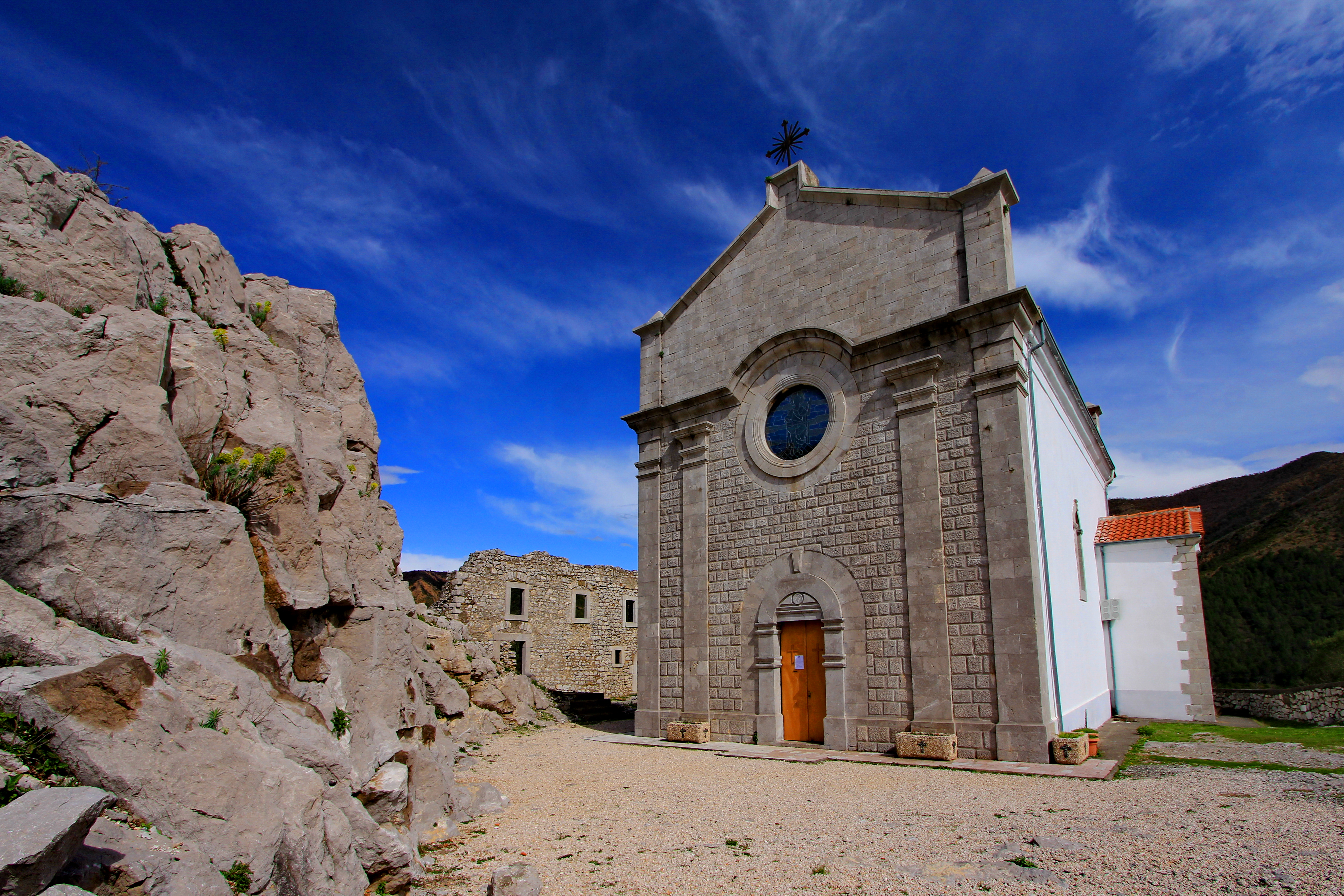
Kirche von Rubik

Auf dem Felsen von Rubik steht eine Kirche, die zu den historisch bedeutendsten religiösen Gebäuden des Landes zählt. Als eines der wenigen Gotteshäuser der Region wurde sie von den Kommunisten nicht vollständig zerstört. Die kleine Kisha e Shëlbuemit (Kirche Christi Himmelfahrt) wurde im 12. und 13. Jahrhundert als schlichter, byzantinischer Bau errichtet. Die Fresken in der Apsis wurden auf das Jahr 1272 datiert. Die Kirche auf dem strategischen Felsen wurde während Kämpfen im Zweiten Weltkrieg und anschließenden Rebellionen der lokalen Bevölkerung schwer beschädigt. In der Folge wurde sie kaum mehr unterhalten. Erst in den 1990er Jahren wurde die Kirche mit ausländischer Unterstützung wieder renoviert. Österreicher restaurierten die Fresken. Zur Kirche gehören ein heute zerstörtes Franziskaner-Kloster sowie eine dem Heiligen Antonius gewidmete Kapelle (Shën Nou).
Bis zum Zweiten Weltkrieg war Rubik nicht viel mehr als ein paar Häuser rund um die Kirche. In der Zwischenkriegszeit wurde in der Nähe Kupfer gefunden. Die Kommunisten errichteten im Rahmen der Industrialisierung des Landes eine kleine Stadt sowie eine metallurgische Fabrik, in der Gold, Silber und Kupfer geschmolzen wurde. Seit dem Zusammenbruch des Kommunismus arbeitet die Fabrik nicht mehr. Die Schließung des einzigen größeren Arbeitgebers vor Ort brachte für die meisten Einwohner Arbeitslosigkeit mit sich. Die einzigen wesentlichen Einnahmequellen stammen seither von Emigranten.
Das Ortsbild ist geprägt von zahlreichen Wohnblocks. Das Städtchen zieht sich entlang der Hauptstraße, eingeklemmt zwischen den Hügelhängen und dem breiten Flussbett. Auf der anderen Talseite liegt die Kupferfabrik, die früher stark die Umwelt verschmutzte. Infolge von schweren Niederschlägen kam es wiederholt zu Überschwemmungen, die in Rubik und Umgebung erheblich Schäden an Wohnhäusern, Straßen, Brücken und anderer Infrastruktur angerichtet haben. Der Fan ist zuletzt im Jahr 2002 über die Ufer getreten.

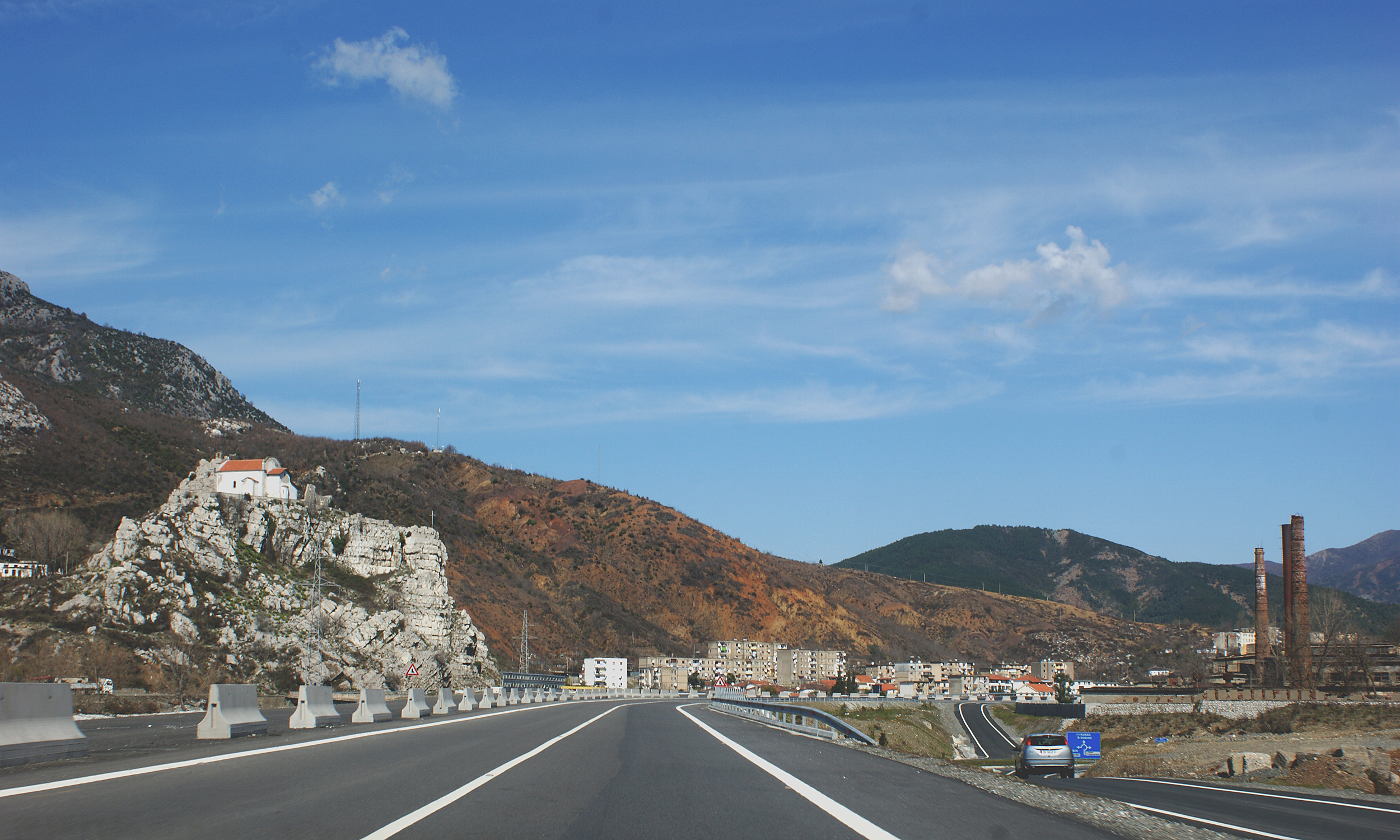
Autobahnausfahrt mit der Kirche zur Linken, dem Ort im Hintergrund und der Fabrik zur Rechten

Die Eisenbahnstrecke von Milot nach Rrëshen am anderen Flussufer wurde Ende der 1990er Jahre stillgelegt; die Geleise wurden entfernt.
Rubik liegt verkehrstechnisch günstig an der Straße von Durrës nach Kosovo. Die Verkehrsachse wurde im Jahr zu einer Schnellstraße ausgebaut, die Teilstück der Autobahn A1 ist. Von Milot bis Rrëshen ist die Strecke lediglich zweispurig und verläuft am östlichen Flussufer auf dem ehemaligen Trasse der Eisenbahn.